# ألان بورتون
ألان بورتون (بالإنجليزية: Alan Burton)‏ (11 يناير 1939 بألدرشوت في المملكة المتحدة - ) هو لاعب كرة قدم بريطاني في مركز جناح ‏. لعب مع نادي ويمبلدون ونادي ألدرشوت ونادي ألتون.